# Xanthia austauti
Xanthia austauti är en fjärilsart som beskrevs av Charles Oberthür 1881. Xanthia austauti ingår i släktet Xanthia och familjen nattflyn. Inga underarter finns listade i Catalogue of Life.